# Соснино (Сергиево-Посадский район)
Соснино — деревня в Сергиево-Посадском районе Московской области, в составе муниципального образования Сельское поселение Васильевское (до 29 ноября 2006 года входила в состав Марьинского сельского округа).

## Население
| 2002 | 2006 | 2010 |
| ---- | ---- | ---- |
| 7    | ↘5   | ↗7   |

## География
Соснино расположено примерно в 30 км (по шоссе) на северо-запад от Сергиева Посада, на безымянном ручье бассейна реки Веля, высота центра деревни над уровнем моря — 232 м. На 2016 год в деревне зарегистрировано 4 садовых товарищества.